# Vandaag
Singles de Bakermat
Zomer
(2013)
Vandaag (littéralement « Aujourd'hui ») est une chanson du disc jockey néerlandais Bakermat sortie en 2012. Elle ressort en single en 2014 sous le nom One Day.
Elle contient un sample du discours I have a dream de Martin Luther King. Lors de sa 41e semaine d'exploitation en France, elle décroche la première place du chart hebdomadaire.

## Classement hebdomadaire
| Classement (2012-14)                    | Meilleure position |
| --------------------------------------- | ------------------ |
| Allemagne (Media Control AG)            | 4                  |
| Autriche (Ö3 Austria Top 40)            | 2                  |
| Belgique (Flandre Ultratop 50 Singles)  | 5                  |
| Belgique (Wallonie Ultratop 50 Singles) | 2                  |
| Danemark (Tracklisten)                  | 31                 |
| Écosse (OCC)                            | 8                  |
| France (SNEP)                           | 1                  |
| Pays-Bas (Nederlandse Top 40)           | 2                  |
| Pays-Bas (Single Top 100)               | 2                  |
| Pologne (ZPAV)                          | 6                  |
| Royaume-Uni (UK Singles Chart)          | 15                 |
| Suisse (Schweizer Hitparade)            | 22                 |